# Xanthostemon natunae
Xanthostemon natunae är en myrtenväxtart som beskrevs av Sedayu. Xanthostemon natunae ingår i släktet Xanthostemon och familjen myrtenväxter. Inga underarter finns listade i Catalogue of Life.